# IGN

公式ロゴ

IGN Entertainmentは、ビデオゲームを中心としたいくつかの娯楽に関する報道を行うWebサイトを運営するアメリカ合衆国の企業。かつてニューズ・コープの子会社だったが、2015年時点ではZiff Davisの子会社。
運営するサイトにはIGN, Game Spy, Ask Man Team Xbox等がある。かつてはRotten Tomatoesも運営していたが、売却された。
日本語版ウェブサイト「IGN JAPAN」は、2016年4月8日に仮オープン。同年9月1日に正式オープン。産経デジタル（産業経済新聞社子会社）が運営している。

## 歴史
元々Imagine Games Networkという名でゲーム雑誌のポータルとして各雑誌毎に1996年に設立されたN64.com（後に IGN64.com）, PSXPower, Saturnworld, Next-Generation.com、Ultra Game Players Onlineのサイト群が1998年にIGNブランドの元で再編され統合された。Next-Generation.comとUltra Game Players Onlineはこのときには統合されなかった。Ultra Game Players Onlineは雑誌の廃刊に伴って消滅し、Next-Generation.comはデイリーレイダーという別のポータルを立ち上げるまでそのままになった。
2005年6月には月あたり2300万のユニークアクセスがあり500万のサイト登録者を集めたとしている。Alexaによるとトップ200に入るアクセス数を誇るサイトである。2005年9月にルパート・マードック率いるメディア帝国、ニューズコーポレーションに買収された。2008年1月に設立12年を迎えた。